# Вплив природних факторів на освоєння морських нафтогазових родовищ
Вплив природних факторів на освоєння морських нафтогазових родовищ.
Освоєння нафтових і газових родовищ на морі значно відрізняється від їх розвідки і розробки на суші. Велика складність і специфічні особливості на морі обумовлені навколишнім середовищем, інженерно-геологічними пошуками, унікальністю технічних засобів і їх великою вартістю, технологією і організацією будівництва і експлуатації об'єктів на морі, обслуговуванням робіт, а також медико-біологічними проблемами, які викликані необхідністю робіт під водою.
Навколишнє середовище характеризується гідрометеорологічними факторами, які визначають умови проведення робіт в морі, можливості будівництва і експлуатації нафтопромислових об'єктів і технічних засобів. Основні з них льодові умови, температурні умови, вітер, хвилювання, течії, рівень води і її хімічний склад і інші.
Врахування цих факторів дає можливість оцінити рентабельність освоєння морських родовищ нафти і газу. Будівництво нафтопромислових споруд вимагає проведення інженерно-геологічних пошуків морського дна. Достовірність і повнота даних в значній мірі визначають безпеку експлуатації споруди і економічність проекту.
Найбільші проблеми в морських акваторіях Арктики пов'язані з льодом і глибинами моря. Залежно від напряму і сили вітру, глибини моря і морських течій, рельєфу місцевості і властивостей льоду обстановка постійно змінюється і її трудно прогнозувати. Із збільшенням глибини моря різко зростає вартість розробки родовища.
Розвідка і розробка морських нафтових і газових родовищ — складні в технічному відношенні операції, дуже дорогі і пов'язані з значним риском. Вони проводяться в два етапи. На першому проводять геологорозвідувальні роботи в міжльодовий період. На другому етапі, при розробці родовищ (видобуток, підготовка і транспортування нафти і газу, внаслідок безперервного виробничого циклу, при якому процес повинен проводитись цілий рік, в тому числі зимою, коли море покрите льодом), вимагає унікальної і надійної техніки, технічні і технологічні параметри, які обумовлені вимогами високої надійності і довговічності, забезпечується безпека робіт в кожному конкретному районі.
На різних етапах проектування розробки нафтових і газових родовищ необхідні різні об'єми гідрометеорологічної інформації такої як: — максимальна висота хвилі і відповідний їм період; — максимальне значення швидкості вітру і течії; — екстремальні зміни рівня води з врахуванням припливів і штормових нагонів; — льодові умови; — режимне розподілення висот, періодів і параметрів хвилі, швидкості та напрямку вітрів і течій; — хід швидкості вітру і параметри хвиль в типових та найбільш жорстких штормах.
Основні способи визначення гідрометеорологічних параметрів можуть бути наступні: — вибір експериментальних величин за даними спостережень; — розрахунок параметрів за синоптичними даними;
екстраполяція значень, розрахованих за математичною моделлю.